# Albert Ferrer Orts

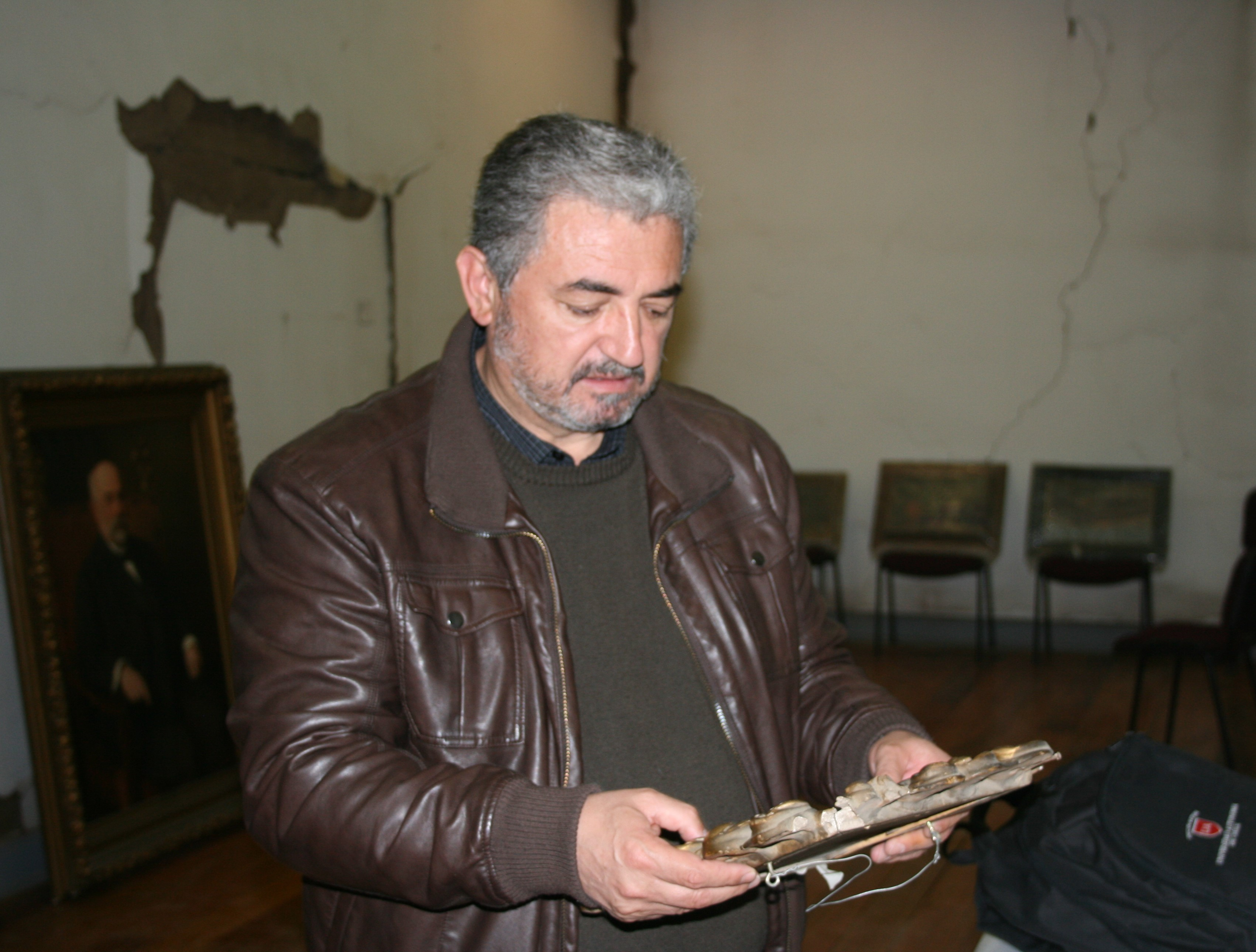
Albert Ferrer Orts en 2014

Albert Ferrer Orts (Meliana, Valencia, 1965) es un historiador del arte, profesor, investigador, columnista y escritor valenciano.
Desde 2008 y hasta 2013 ejerció de profesor asociado en el Departamento de Historia del Arte de la Universidad de Valencia. A partir de 2013, orientó su trayectoria profesional y universitaria hacia Chile, primeramente como profesor visitante en la Universidad Autónoma de Chile y, posteriormente, como profesor titular en la Universidad de Playa Ancha de Valparaíso.
Ha publicado columnas de opinión desde los años noventa hasta el presente en el Levante-EMV y El País, concentrando su actividad desde 2007 con publicaciones periódicas en El Punt Avui y desde 2013 también en el diario El Centro. La recopilación de estas publicaciones ha visto la luz gracias a la publicación de dos obras:  "Fum de botja: contalles i pensaments d'un vianant (1995-2006)", publicado en 2007, y "El meu mapa del món", publicado online en 2013.